# Semljicola convexus
Semljicola convexus är en spindelart som först beskrevs av Holm 1963.  Semljicola convexus ingår i släktet Semljicola och familjen täckvävarspindlar. Inga underarter finns listade i Catalogue of Life.